# Katherine Mayfair
Katherine Mayfair egy szereplő neve az amerikai ABC televíziós csatorna Született feleségek című sorozatában. A karakter megformálója Dana Delany. A magyar változatban Orosz Anna kölcsönzi hangját Katherine-nak.

## Története

### 4. évad
Egy nap (a Most már tudod! epizódban) Susan, Lynette, Bree és Gabrielle különös dolgot vesznek észre: valaki beköltözik a Mike Delfino által bérelt házba. A négy barátnő izgatottan várja az új szomszédokat. A ház előtt megálló kocsiból egy tűsarkú cipős nő száll ki. Susan Delfino rögtön felismeri: Katherine Mayfair. Katherine 12 évvel ezelőtt lakott itt Lillian Simmsszel, a nénikéjével. Katherine bemutatja családját a hölgyeknek: a lányát, Dylant, aki Julie Mayer jóbarátja volt, viszont a lány nem emlékszik rá; és a férjét, Adamet, aki orvos.
Nem sokkal ezután Katherine grillpartit ad az egész Lila Akác köznek. A partin Katherine találkozik régi ismerőseivel, köztük Karen McCluskey-val, aki sok mindenre emlékszik.
Másnap reggel Katherine régi-új házuk egyik szobájában áll a sötétben, mikor megérkezik Adam. Furcsa beszélgetésbe kezdenek, ugyanis Katherine valamilyen titkot őriz a szobával kapcsolatban. Amikor Adam rákérdez, hogy nem volt-e hiba visszaköltözni, Katherine csak annyit felel: Volt más választásunk? .
A Pite-csata epizódban Katherine megbeszéli Bree-vel, Gabyval és Susannel, hogy kedveskednének egy ebéddel Lynette-nek, aki nagyon gyenge a kemoterápiától. Megbeszélik: Gaby hozza a főételt, Susan a kávét, Katherine a salátát és Bree a süteményt. Katherine fölajánlja, hogy majd ő viszi a süteményt, de Bree ragaszkodik hozzá, hogy ő vigye.
Később Susan átmegy Katherine-hez, és eszébe jut, hogy Katherine annak idején milyen hirtelen költözött el.
Majd az ebédnél mindenki megkóstolja a desszertet, s kiderül, hogy Katherine a saját pitéjét szolgálta fel, ami még Bree-ét is fölülmúlja.
Bree átmegy délután Katherine-hez, hogy elkérje tőle a receptet, de ő közli vele, hogy titkos. Bree ezért később betör a házba, hogy ellopja a receptet, de ekkor megérkezik a Mayfair család. Dylan az apjáról kérdezősködik, de Katherine nem felel neki, s egyszer csak fölpofozza lányát (eközben Bree ott van a konyhában), majd Adam és Katherine arról beszél, hogy ezután jobb hazugságokat kell kitalálniuk.
A Most mutasd meg! epizódban Susan szervez egy játékpartit, ahova meghívja Katherine-t is. Dylan és Julie a Mayfair-házban vannak, míg tart a buli, és bemennek a titkos szobába.
Eközben a bulin és Gabrielle (hogy Carlost kínozza) ráhajt Adamre. Ez idegesíti Katherine-t, akinek Edie Britt elmondja Gaby egy-két titkát. Mikor Gaby véletlenül leönti Adamet, le akarja róla törölni, de Katherine kikel magából Gabrielle-lel együtt. Ezután Katherine zavartan távozik. Hazaérve rátalál Dylanre és Julie-ra, nem mond nekik semmit, de lányának megtiltja, hogy barátkozzon Julie-val.
Másnap Adam bejelenti, hogy nénikéje vissza fog költözni és abban a szobában akarja őt elszállásolni. Amikor Katherine egyedül marad, fölhajtja a szőnyeget, ami alatt egy hatalmas rés tátong, és sírni kezd.

## Idézetek
- "Ó, a szívem szakad meg, hogy ki kell vágni."
- "Ha megmondanám, akkor már nem lenne titkos."
- "Képzeld el a legrosszabbat, amit egy apa tehet. Mit mondtam volna róla Dylan-nek. Ha!"